# 納布山
納布山（英語：Mount Naab），是南極洲的山峰，位於維多利亞地的斯科特海岸，處於施密特曼山以南，屬於康沃伊山脈的一部分，海拔高度1,710米，美國地質調查局根據測量和美國海軍拍攝的空中照片繪入地圖，現時由南極條約體系管理。